# Jing Fang
Jing Fang (kineski; 京房 Jīng Fáng, Ching Fang, 78 – 37. pr. Kr.), rođen kao Li Fang (李房), kurtoazno ime Junming (君明), bio je kineski glazbeni teoretičar, matematičar i astrolog iz doba dinastije Han. Bio je prvi koji je otkrio kako je niz 53 čistih kvinta blizak 31 oktavi. To će otkriće u 17. stoljeću dovesti do otkrića 53 ravnomjerne otkave. Također je promicao teoriju prema kojoj je svjetlost sferičnog Mjeseca (koja se vidi sa Zemlje) u stvari refleksija Sunčevog svjetla.